# Josep Guerrero i Martorell
Josep Guerrero i Martorell (Espanya, segle XIX) va ser un músic i compositor català. Va estar actiu a Tarragona entre 1880 i 1890. Va escriure per a guitarra un bolero, diversos ballables, un rondó i altres obres, que s'han perdut.
Segons Prat, al seu arxiu hi havia algunes obres provinents del llegat que li va fer Josep Ferrer i Esteve, d'aquest guitarrista (Mazurca, América i Schotisch), "ben agradables en el gènere de dansa". El bolero de la seva autoria va ser editat per Daniel Fortea a la seva Biblioteca Fortea sota el títol José juntament amb uns arranjaments de la sarsuela La montería (el tango i el fox) i La rosa del azafrán (Les espigadores).